# Csoma György
Csoma György (Nagybánya, 1951. május 8. – Nagybánya, 2005. május 31.) újságíró, könyvkiadó.

## Élete
Csoma György 1951. május 8-án született Romániában, a Szatmár megyei Nagybányán.
Kiváló szervező volt; segítette a táncház-mozgalmat, továbbá a helyi Népi Egyetem keretében működő magyar nyelvű Enciklopédia találkozóit.
1976-tól a helyi Bányavidéki Fáklya című lap szerkesztője, később főszerkesztő-helyettese, majd a lap örökébe lépő Bányavidéki Új Szó munkatársa volt.
1889 után az ő ötlete volt az először Erdélyi Féniks című művelődési lapmelléklet, majd folyóirat létrehozása, melynek ő maga gyűjtötte és írta szinte mind a 16 oldalát. A folyóiratnak országos sikere volt, példányszáma a 20 ezret is elérte.
1991-92-ben a Bányavidéki Új Szó főszerkesztője. 1992-ben megvált a hetilaptól és önálló kiadói tevékenységbe kezdett. Elhatározása volt a város románságával is megismertetni Nagybánya történetét. Megalapította a Helvetica Könyvkiadót.
1999-2002 közötti három év során kiadta a „Baia Mare – 670” három kötetét, amelynek első kötete megíásánál Schönherr Gyula Nagybányára vonatkozó történelmi munkáira támaszkodott. 
2002-ben három nyelven (románul, magyarul, németül) adta ki Morvay Győző „Dr. Schönherr Gyula” című tanulmányát.
2004-ben a helyi múzeum megalapításának 100. évfordulója alkalmával saját erőből nemzetközi szimpóziumot szervezett a neves alapító emlékezetére, és újabb kötettel is jelentkezett „Régi dicsőségünk” címmel. Közben saját sorozatkiadványokkal   (Hevetica, Erdélyi Féniks) kísérletezett, román és magyar szerzők munkáit adta ki.
Munkája során állandóan anyagi nehézségekkel küzdött. A túlzsúfolt életprogramot szervezete nem bírta tovább, idő előtt összeroppant. Nagybányán, 2005. május 31-én, 54 évesen érte a halál.